# Директива 67/548/ЄЕС
Директи́ва про небезпе́чні речови́ни — нормативно-правовий акт Європейської Унії, який був одним з основних європейських законів у галузі хімічної безпеки, до часу введення регламенту CLP (Classification, Labelling and Packaging, 2008), який замінив її повністю починаючи 2016 року. Це було зроблено відповідно до статті 100 (стаття 94 у зведеному варіанті) за Римським договором. За домовленістю, вона також застосовується в ЄЕЗ, і дотримання директиви забезпечить дотримання відповідних законів Швейцарії. Директива втратила чинність 31 травня 2015 року та була скасована Регламентом (ЄС) № 1272/2008 Європейського Парламенту та Ради від 16 грудня 2008 року про класифікацію, маркування та упаковку речовин і сумішей, про внесення змін та скасування Директив № 67/548/ЄЕС та № 1999/45/ЄС, а також про внесення змін до Регламенту (ЄС) № 1907/2006.

## Класифікація небезпечних речовин
Стаття 2 Директив визначає речовини та процеси які є небезпечними. Деякі з них, але не всі, позначені кодом чи символом хімічної небезпеки.
- Вибухові (E)
- Окиснювальні агенти
- Горючі речовини чи процеси (F). Надзвичайно легкозаймисті (F +), легкозаймисті (F)
- Отруйні речовини або препарати, що класифіковані як дуже токсичні (T+) або токсичні (T)
- Шкідливі речовини або препарати (ХП)
- Корозійні речовини або препарати (C)
- Подразники (Xi)
- Сенсибілізатори
- Канцерогени (Carc.), поділяються на три категорії
- Мутагени (Mut.), поділяються на три категорії
- Речовини або препарати, які є токсичними для відтворення (Repr.), поділяються на три категорії
- Речовини або препарати, які є небезпечними для довкілля (N)

Список речовин або препаратів, які підпадають під один або більше з цих класів, перерахованих у Додатку I Директиви, час від часу оновлюється. База даних  речовин, перерахованих у Додатку I знаходиться у віданні Інституту охорони здоров'я та захисту прав споживачів.
Знаки небезпеки, наведені у додатку II Директиви. Зведений список із перекладами на інші мови ЄС можна знайти в Директиві 2001/59/EC.

## Речовини, що не входять до директиви
Директива не застосовується до наступних груп речовин та препаратів:
- Косметика, на які поширюється Директива косметика
- Їжа для людей або тварин
- Медикаменти
- Пестициди
- Радіоактивні матеріали
- Відходи

Директива не застосовується до перевезення небезпечних речовин або препаратів.

## Символи небезпеки
Символи небезпеки визначено у Додатку II до директиви. Зведений перелік з перекладами іншими мовами ЄУ можна знайти у Директиві 2001/59/ЄС.

Вибухова речовина (E)
Легкозаймиста (F) та надзвичайно займиста речовина (F+)
Окислювальна речовина (O)
Токсична (Т) та сильнотоксична речовина ( Т+)
Шкідлива (Xn) та подразнювальна речовина (Xi)
Корозійна речовина (C)
Речовина небезпечна для довкілля (N)

## Стандартні фрази ризику та безпеки
Стандартні фрази визначені в додатках III та IV директиви. Додаток III визначає фрази, що стосуються характеру особливих ризиків, пов'язаних з небезпечними речовинами та препаратами, які часто називають R-фразами. Додаток IV визначає фрази, що стосуються порад щодо безпеки небезпечних речовин та препаратів, які часто називають S-фразами.
Відповідні стандартні фрази повинні бути вказані на упаковці та етикетці продукту, а також у його паспорті безпеки речовин (MSDS). Додаток I визначає стандартні фрази, які слід використовувати для речовин, перелічених там: вони є обов'язковими.
Списки стандартних фраз було оновлено у 2001 році, а Директива № 2001/59/ЄС містить зведений список усіма мовами ЄУ.
Останнім оновленням є Європейський регламент (ЄС) № 1272/2008, який встановлює новий регламент CLP, що впроваджує систему GHS. Див. чинні європейські символи хімічної небезпеки.

## Вимоги до маркування
(Статті 23–25) Загалом, етикетка на упаковці небезпечної речовини або препарату повинна чітко вказувати такі пункти:
- Назва речовини; (для речовин, перелічених у Додатку I, зазначена назва має бути однією з тих, що перелічені в Додатку (багато речовин наведено в Додатку під різними синонімами): в іншому випадку назва має бути «міжнародно визнана»)
- Ім'я, повна адреса та номер телефону особи або компанії, яка ввела речовину в обіг (виробник, імпортер або дистриб'ютор);
- Символи небезпеки, якщо такі є;
- Стандартні фрази, якщо такі є; (допускаються певні винятки)
- Номер EINECS або еквівалент;
- Для речовин, перелічених у Додатку I, слова «етикетка ЄЕС»

## Паспорт безпеки матеріалу
Стаття 27 директиви покладає на постачальників обов'язок надавати паспорт безпеки матеріалів у паперовому або електронному вигляді під час або до першої поставки небезпечної речовини чи препарату. Постачальник також зобов'язаний інформувати користувачів про будь-яку нову важливу інформацію, яка стає відомою. Директива 2001/58/ЄС містить детальні рекомендації щодо підготовки паспортів безпеки матеріалів.